# Jorgos Wojadzis
Jorgos Wojadzis (gr.: Γιώργος Βογιατζής [ˈʝorɣos voʝaˈd͡zis]; ur. 6 grudnia 1945 w  Atenach) – grecki aktor filmowy.

## Filmografia
- 1964: Grek Zorba jako Pavlo
- 1970: Ostatnia dolina jako Pirelli
- 1975: Kronika lat pożogi jako Ahmed
- 1977: Nowe potwory jako terrorysta
- 1977: Jezus z Nazaretu (TV) jako Józef
- 1984: Mała doboszka jako Józef
- 1987: Policjanci z Miami (serial TV) jako Alexander Dykstra
- 1988: Frantic jako porywacz
- 1988: Nosferatu w Wenecji jako dr Barneval
- 1988: Tożsamość Bourne’a (TV) jako Carlos
- 1997: Odyseja jako król Agamemnon
- 2012: Bitwa pod Wiedniem jako Abu'l